# Paul-Henri Spaak
Paul Henri Charles Spaak  (Schaerbeek,1899. január 25. – Braine-l’Alleud, 1972. július 31.) belga politikus és államférfi volt, Belgium miniszterelnöke 1938 és 1939 között, 1946-ban és 1947–1949 között. 
1946-ban az ENSZ-közgyűlés első ülésszakának elnöke. A  NATO főtitkára (1957–1961). 

## Életpályája
1899-ben -ben született, apja Paul Spaak, nagyapja a liberális politikus, Paul Janson, nagybátyja egy másik liberális politikus és szintén miniszterelnök, Paul-Émile Janson. Anyja, Marie Janson volt Belgium első női szenátora. Az első világháború kitörésekor Paul-Henri letagadta életkorát, hogy felvegyék a belga hadseregbe (a háború kitörésekor még csak 15 éves volt). A háború utolsó két évét német hadifogolytáborban töltötte.

## Belgium politikai életében
Spaak, több liberális politikushoz hasonlóan, jogot tanult a Brüsszeli Szabadegyetemen. 1920-ban belépett a Belga Munkáspártba. 1932-ben megválasztották a belga képviselőház tagjának és 1935-ben kapta első kormányzati megbízását, Paul Van Zeeland koalíciós kormányában közlekedési miniszter volt. Ezt követően számos alkalommal külügyminiszter és három alkalommal miniszterelnök volt.

### Kormányzati pozíciói
- 1935. március 25. – 1936. május 26.: közlekedési, vasút, posta és távközlési miniszter Paul Van Zeeland első kormányában.
- 1936. június 13. –  1937. október 25.: külügyminiszter Paul Van Zeeland második kormányában.
- 1937. november 23. – 1938. május 13.: külügyminiszter Paul-Émile Janson kormányában.
- 1938. május 15. – 1939. február 9.: miniszterelnök és egyben külügyminiszter (utóbbi 1939. január 21-ig)
- 1939. szeptember 3. – 1940. május 10.: külügyminiszter Hubert Pierlot kormányában.
- 1940 – 1944: külügyminiszter a Londonba menekült belga emigráns kormányban, Hubert Pierlot vezetésével.
- 1944. szeptember 27. – 1945. február 7.: a visszatérés után külügyminiszter Hubert Pierlot katolikus–liberális–szocialista–kommunista kormányában.
- 1945. február 12. – 1946. március 13.: külügyminiszter Achille Van Acker kormányában.
- 1946. március 13. – március 19.: miniszterelnök és külügyminiszter a legrövidebb életű belga kormányban.
- 1946. március 31. – július 10.: külügyi és külkereskedelmi miniszter Achille Van Acker harmadik koalíciós kormányában.
- 1946. augusztus 3. – 1947. március 12.: külügyi és külkereskedelmi miniszter Camille Huysmans kormányában.
- 1947. március 20. – 1949. június 27.: miniszterelnök és külügyminiszter
- 1954. április 23. – 1958. június 26.: külügyminiszter Achille Van Acker negyedik koalíciós kormányában.
- 1961. április 25. – 1965. július 28.: külügyminiszter Théo Lefèvre koalíciós kormányában.
- 1965. július 28. – 1966. március 19.: külügyminiszter Pierre Harmel koalíciós kormányában.[1]

## Az első Spaak-kormány tagjai
| Miniszteri tiszt                                               | Név                        | Párt         |
| -------------------------------------------------------------- | -------------------------- | ------------ |
| Miniszterelnök és külügyminiszter                              | Paul-Henri Spaak           | Szocialista  |
| Belügy és közegészségügyi miniszter                            | Joseph Merlot              | Szocialista  |
| Közoktatási miniszter                                          | Octave Dierckx             | Liberális    |
| Igazságügyi miniszter                                          | Joseph Pholien             | Katolikus    |
| Pénzügyminiszter                                               | Max-Léo Gérard             | Liberális    |
| Mezőgazdasági miniszter                                        | August De Schryver         | Katolikus    |
| Közmunkaügyi és munkanélküliek támogatásáért felelős miniszter | August Balthazar           | Szocialista  |
| Munkaügyi és szociális miniszter                               | Achille Delattre           | Szocialista  |
| Gazdasági és vállalkozási miniszter                            | Paul Hymans                | Katolikus    |
| Közlekedési, vasút, posta és távközlési miniszter              | Hendrik Marck              | Katolikus    |
| Honvédelmi miniszter                                           | Henri J. Denis altábornagy | pártonkívüli |
| Gyarmatügyi miniszter                                          | Albert de Vleeschauwer     | Katolikus    |
| Közegészségügyi miniszter                                      | Arthur Wauters             | Szocialista  |

### Változások
- 1938. december 6-án Max-Léo Gérard lemondott a pénzügyminiszteri posztról, helyét Albert-Edouard Janssen vette át, illetve Arthur Wauters lemondott a közegészségügyért felelős miniszter posztjáról, helyét Emile Jenissen vette át.
- 1939. január 21-én Paul Hymans megkapta a külügyminiszteri tárcát, Barnich lett a gazdasági miniszter és Charles d'Aspremont Lynden lett a mezőgazdasági miniszter. Emile Jenissen lemondott a közegészségügyért felelős miniszter posztjáról, helyét Willem Eekelers vette át.

1939 elején Spaak átalakította kormányát és a parlament 123–20 arányban bizalmat szavazott neki. Azonban Spaak-ot folyamatosan támadták a háborús veteránok, mivel Dr. Adrian Maertens professzort nevezte ki az újonnan létrehozott Királyi Flamand Akadémia élére. Dr. Maertens flamand nacionalista politikus volt és az első világháború alatt tagja volt a németekkel kollaboráló Flamand Tanácsnak. Ezért a háború után halálra ítélték, de 1937-ben kegyelmet kapott. Spaaknak azonban a kinevezés bizalmi kérdés volt és a parlament 88–82 arányban jóváhagyta a kinevezést, ennek ellenére a kormányból kiléptek a liberális miniszterek és Spaak február 9-én lemondott.

## A második Spaak-kormány tagjai
| Miniszteri tiszt                                                                      | Név                     | Párt         |
| ------------------------------------------------------------------------------------- | ----------------------- | ------------ |
| Miniszterelnök és külügyminiszter                                                     | Paul-Henri Spaak        | Szocialista  |
| Pénzügyminiszter                                                                      | Franz de Voghel         | pártonkívüli |
| Közmunkaügyi miniszter                                                                | Herman Vos              | Szocialista  |
| Közlekedési miniszter                                                                 | Ernest Rongvaux         | Szocialista  |
| Munkaügyi és szociális, valamint a gazdaságpolitika koordinálásáért felelős miniszter | Achille Van Acker       | Szocialista  |
| Külkereskedelmi miniszter                                                             | Albert De Smaele        | pártonkívüli |
| Gazdasági miniszter                                                                   | Léon-Eli Troclet        | Szocialista  |
| Igazságügyi miniszter                                                                 | Henri Rolin             | Szocialista  |
| Belügyminiszter                                                                       | Joseph Merlot           | Szocialista  |
| Közoktatási miniszter                                                                 | Leo Collard             | Szocialista  |
| Mezőgazdasági miniszter                                                               | Arthur Wauters          | Szocialista  |
| Gyarmatügyi miniszter                                                                 | Lode Craeybeckx         | Szocialista  |
| Újjáépítési miniszter                                                                 | Georges Moens de Fernig | pártonkívüli |
| Háborús helyreállításért és a civil áldozatokért felelős miniszter                    | Piet Vermeylen          | Szocialista  |
| Népegészségügyi miniszter                                                             | Jean Van Beneden        | pártonkívüli |
| Honvédelmi miniszter                                                                  | Raoul de Fraiteur       | pártonkívüli |

## A harmadik Spaak-kormány tagjai
| Miniszteri tiszt                             | Név                                     | Párt                  |
| -------------------------------------------- | --------------------------------------- | --------------------- |
| Miniszterelnök és külügyminiszter            | Paul-Henri Spaak                        | Szocialista           |
| Közoktatási miniszter                        | Camille Huysmans                        | Szocialista           |
| Munkaügyi és szociális miniszter             | Léon-Eli Troclet                        | Szocialista           |
| Honvédelmi miniszter                         | Raoul de Fraiteur                       | pártonkívüli          |
| Költségvetési miniszter                      | Joseph Merlot                           | Szocialista           |
| Gazdasági koordinációért felelős miniszter   | Paul De Groote                          | Szocialista           |
| Igazságügyminiszter                          | Paul Struye                             | Keresztényszocialista |
| Belügyminiszter                              | Piet Vermeylen                          | Szocialista           |
| Népegészségügyi és családi miniszter         | Alfons Verbist                          | Kereszténydemokrata   |
| Pénzügyminiszter                             | Gaston Eyskens                          | Kereszténydemokrata   |
| Mezőgazdasági miniszter                      | Maurice Orban                           | Kereszténydemokrata   |
| Közmunkaügyi miniszter                       | Oscar Behogne                           | Keresztényszocialista |
| Közlekedési miniszter                        | Achille Van Acker                       | Szocialista           |
| Gyarmatügyi miniszter                        | Pierre Wigny                            | Keresztényszocialista |
| Gazdasági és kisvállalkozási miniszter       | Jean Duvieusart                         | Keresztényszocialista |
| Gazdasági helyreállításért felelős miniszter | Georges Moens de Fernig                 | pártonkívüli          |
| Újjáépítési miniszter                        | Robert De Man                           | Kereszténydemokrata   |
| Energiaügyi miniszter                        | Achille Delattre                        | Szocialista           |
| Külkereskedelmi miniszter                    | François-Xavier van der Straten-Waillet | Keresztényszocialista |

### Változások
- 1948. november 27-én Paul Struye lemondott az igazságügyminiszteri posztról, helyét Henri Moreau de Melen vette át. Alfons Verbist lemondott a népegészségügyért felelős miniszteri posztról, helyét François-Xavier van der Straten-Waillet vette át.

## Európai politikai szereplése
A második világháború előtt Spaak Belgium függetlenségét és semlegességét támogatta. A német támadás elől 1940 májusában Franciaországba menekült, majd a nyár folyamán, bár hivatalosan továbbra is a külügyminiszteri tisztséget viselte, megpróbált visszatérni Belgiumba. A németek azonban nem engedték be az országba és ezért kénytelen volt csatlakozni a londoni belga emigráns kormányhoz.
1944 után Spaak az európai regionális együttműködés és a kollektív biztonság egyik legfőbb támogatója lett. Még a londoni emigráció évei alatt megkezdte a Belgiumot, Luxemburgot és Hollandiát tömörítő vámunió (Benelux) előkészítését. 1946 augusztusában megválasztották az Európa Tanács első közgyűlésének elnökévé. 1952–1953 között az Európai Szén- és Acélközösség Közgyűlésének volt az elnöke, e tisztségben 1954-ben az olasz Alcide De Gasperi követte.
1955-ben az európai országok állam- és kormányfőinek messinai csúcstalálkozóján megbízták az általa vezetett bizottságot (Spaak bizottság), hogy vizsgálja meg a közös európai piac bevezetésének feltételeit. A Spaak-jelentés eredményeként került sor 1957-ben a római szerződések aláírására, amelyek megteremtették az Európai Gazdasági Közösséget (EGK) és az Európai Atomenergia Közösséget (Euratom). Belgium képviseletében a szerződést Spaak írta alá, Jean Charles Snoy et d'Oppuers-el együtt. Az európai közösségek létrehozásában játszott szerepe miatt Európa alapítóinak egyikeként tartják számon. Becenevei „Mr. Európa” és „Európa vezetőinek Benjáminja”.

## Az ENSZ és a NATO vezetőjeként
Spaak 1945–ben lépett a nemzetközi politikai színtérre, amikor megválasztották az Egyesült Nemzetek közgyűlésének elnökévé. A közgyűlés harmadik ülésszakán Párizsban a következőképpen szólt a Szovjetunió küldöttségéhez: "Messieurs, nous avons peur de vous" (Uraim, önök megijesztenek minket!).
1956–ban a NATO főtitkárává választották, ezt a tisztséget 1957 és 1961 között töltötte be, majd Dirk Stikker követte őt. Spaaknak nagy szerepe volt abban, hogy miután Franciaország felfüggesztette részvételét a szerződésben, a NATO politikai és katonai központját 1966-ban Belgiumba, Brüsszelbe költöztették.
Ebben az évben (1966) vett részt utoljára nagyobb európai tárgyalásokban, amikor részt vett a franciák „üres szék politikájának” feladására irányuló tárgyalássorozatban. 1957-ben az európai egység megteremtésében játszott szerepéért megkapta a Nagy Károly-díjat (Karlspreis vagy Charlemagne Award), amelyet Aachen városa adományoz azoknak, akik a legtöbbet tették az európai egység és az európai béke megteremtéséért.

## Visszavonulása
1966–ban visszavonult a politikától. Ezután a Belga Királyi Francia Nyelvi és Irodalmi Akadémia ("Académie royale de langue et de littérature françaises de Belgique") elnöke lett. 1969–ben adta ki emlékiratait Combats inachevés ("Befejezetlen küzdelem") címmel. 73 éves korában, 1972. július 31-én halt meg Brüsszelhez közel, Braine–l'Alleud–ban lévő otthonában.

## Családja
Első felesége Marguerite Malevez, akitől három gyermeke született: két lány (Antoinette Spaak, a Front démocratique des francophones vezetője) és egy fiú, Fernand Spaak, aki diplomáciai pályára lépett.
Marguerite 1964 augusztusában bekövetkezett halála után feleségül vette Simone Deart.
Ezen felül az 1940-es években, amikor az Egyesült Nemzetek szolgálatában New Yorkban élt, viszonyt folytatott Pauline Fairfax Potter (1908–1976) amerikai divattervezővel.

## Spaak–emlékérem
Spaak annyira jelentős 20. századi politikus volt, hogy Belgiumban arany és ezüst emlékérmet adtak ki 2002-ben. Az „Európai egység úttörőinek” feliratú érem hátoldalán Robert Schuman, Paul-Henri Spaak és Konrad Adenauer portréja és neve található.

## Egyéb
- A „Legnagyobb Belga” (vagyis De Grootste Belg) szavazáson Spaak a 40. helyet szerezte meg a flamand és a 11. helyet a vallon verzióban.
- 1938-ban megengedte Herman Van Breda–nak, hogy Edmund Husserl hagyatékát a náci Németországból Belgiumba csempéssze a berlini belga nagykövetségen keresztül.
- Politikai nézeteik különbözősége ellenére személyes jóbarátja volt a portugál fasiszta diktátor, António de Oliveira Salazar.

## Fordítás
Ez a szócikk részben vagy egészben  a   Paul-Henri Spaak című angol Wikipédia-szócikk fordításán alapul.  Az eredeti cikk szerkesztőit annak laptörténete sorolja fel. Ez a jelzés csupán a megfogalmazás eredetét és a szerzői jogokat jelzi, nem szolgál a cikkben szereplő információk forrásmegjelöléseként.